# Étienne Dumonstier
Pour les articles homonymes, voir Famille Dumonstier.
Étienne Dumonstier, né vers 1540 à Paris et mort dans la même ville le 23 octobre 1603, est un dessinateur et peintre français.

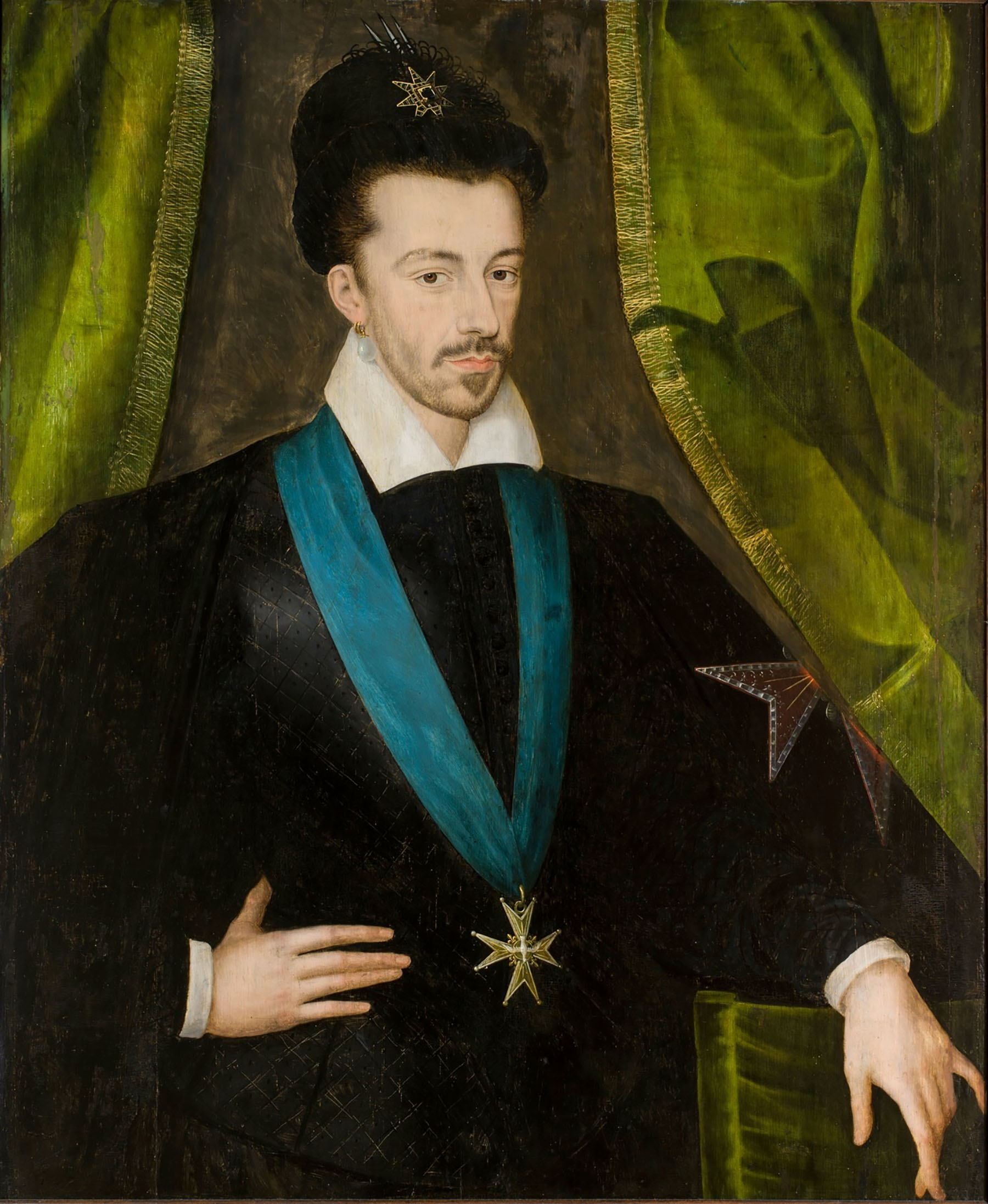
Portrait d'Henri III de France en bonnet polonais, v. 1580-1586, musée national de Poznań.

## Biographie
Il était fils aîné de Geoffroy Dumonstier, peintre en miniature rouennais d'après Mariette et le roi l'a envoyé dans plusieurs cours chargé de plusieurs commissions importantes.
Selon l’épitaphe d’Étienne Dumonstier sur son tombeau dans la nef de l'église Saint-Jean-en-Grève relevé dans l'Épitaphier manuscrit des églises de Paris (Manuscrit français supplémentaire no 9488 E), il aurait travaillé pendant plus de cinquante ans pour les rois de France depuis Henri II, ce qui l’introduisait au service royal dès sa treizième année :
« Cy gist Estienne Du Monstier, noble, rare et excellent en son art ; il estoit peintre et valet de chambre ordinaire des Roys Henry II, François II, Charles IX, Henry III, de la très grande Royne Catherine de Médicis et du Roy d’à présent, despuis l’espace de 50 ans et plus jusques à la fin de son âge qui fut le 25e jour d’octobre 1603, aagé de 63 ans. Priez Dieu pour son âme, Amen ».
Auguste Jal donne dans le Dictionnaire critique de biographie et d'histoire un âge de 83 ans à partir d'un autre relevé de cette épitaphe (Manuscrit français supplémentaire no 3024). Mais il s'agit probablement d'une erreur de transcription, bien que les plus de 50 ans de travail le font commencer en 1553, soit à l'âge d'environ 13 ans. Jules Guiffrey reprend le texte d'Auguste Jal, mais, dans sa série d'articles sur les Dumonstier, il distingue deux Étienne Dumonstier, qui sont en fait les mêmes, à partir de l'acte de mariage d'Étienne Dumonstier avec sa seconde femme, en 1585, où il déclare avoir 40 ans, donc né autour de 1545, et non en 1520 si on suppose qu'il a 83 ans à la date de sa mort. Si on lit sur l'épitaphe, 63 ans, la date de naissance est 1540, permettant de réunir les deux personnages en un seul.
Il apparaît pour la première fois dans les comptes en 1568 avec 400 livres de gages, puis le 8 juin 1569 comme « valet de chambre et painctre de la Royne mère ».
En 1578, la reine mère, Catherine de Médicis, a constitué en faveur d'Étienne Dumonstier, « sa vye durant », une rente annuelle de 1 330 livres tournois sur les recettes du duché de Valois en précisant qu'il travaillait pour elle depuis dix-huit ans. Quand le duché de Valois est réuni au domaine de la Couronne, en 1586, Catherine de Médicis a transféré la rente sur les comtés de Clermont et d'Auvergne.
Étienne Dumonstier a été un homme de confiance de la reine mère qui lui a confié des missions diplomatiques. Une lettre adressée le 19 juillet 1569/1570 à Nicolas Brûlart, marquis de Sillery, montre qu'il est à Vienne avec son frère Pierre, envoyé par Catherine de Médicis, travaillant pour Maximilien II de Habsbourg.
Quand elle meurt, en janvier 1589, Catherine de Médicis lui doit encore 2 400 livres tournois qui lui seront payées en 1601. 
Dans un acte daté du 22 juin 1598, il est qualifié de "peintre et valet de chambre du roi régnant", Henri IV.
Un acte du 29 août 1603 le donne habitant rue des Quatre-Fils et le qualifie de « peintre et valet de chambre du roy et de feue royne ». Il fait son testament le 27 septembre 1603.

## Famille
Les Dumonstier sont une famille de dessinateurs des XVIe et XVIIe siècles.